# خمینی‌شهر
خمینی شهر شهری در استان اصفهان و مرکز شهرستان خمینی شهر است که در مجاورت شهر اصفهان قرار دارد. لفظ سده تغییریافته لغت «سه دژ» است که به سه دژ تاریخی با نام‌های کهندژ، دیمیتردژ و گاردژ مربوط می‌شود. از این رو قدمت تاریخی این منطقه به زمان ساسانیان می‌رسد. نام خمینی‌شهر در دوران پهلوی از سال ۱۳۳۷ تا ۱۳۵۷ همایون شهر بوده است. شهر خمینی‌شهر از پرجمعیت‌ترین شهرهای نزدیک اصفهان است و از مناطق مهم و تأثیرگذار به لحاظ تاریخی، سیاسی و حتی اقتصادی به‌شمار می‌رود.

## موقعیت جغرافیایی
شهر خمینی شهر با مساحت برابر ۱۷۵ کیلومتر مربع، در منطقهٔ بلوک ماربین و در شمال غربی اصفهان در کنار اصفهان واقع شده و از شمال به شهرستان شاهین شهر و میمه، از شرق و شمال شرقی به شهرستان اصفهان، شمال غربی و غرب به شهرستان نجف آباد و از جنوب به مرزهای قانونی شهر اصفهان و شهرستان فلاورجان محدود می‌شود. نواحی شمال و شمال غربی آن را کوه‌های محمودآباد با ۲۴۷۳ متر و سرچاه ۲۲۵۰ متر و کوه صالح یا صلا با ۲۵۱۱ متر فرا گرفته و نواحی جنوبی و خاوری آن را دشت همواری پوشانده است. در شمال شهر ارتفاعات سید محمد و پلارت با ارتفاع ۲۴۵۰ متر (محمودآباد)، زیبایی خاصی به منطقه داده است. ارتفاع شهرستان از سطح دریا، حدود ۱۵۹۵ متر و به قولی ۱۶۰۲ متر است؛ بنابراین، ۱۸ متر از اصفهان مرتفع تر می‌باشد. موقعیت جغرافیایی شهر خمینی شهر "۴۵ '۳۱ °۵۱ طول شرقی و "۰۰'۴۱ عرض شمالی است. در برخی کتب دیگر طول و عرض جغرافیایی خمینی شهر را چنین محاسبه نموده‌اند ۵۱ درجه و ۳۵ دقیقه طول شرقی از نصف النهار گرینویچ و۳۲ درجه و ۴۱ دقیقه عرض شمالی از استوا، و نیز ۴۰ دقیقه و ۳۲ درجه عرض جغرافیایی و ۳۳ دقیقه و ۵۱ درجهٔ طول جغرافیایی. در این ناحیه شاخه‌هایی از زاینده رود به صورت مادی و کانال آب‌رسانی مورد استفاده قرار می‌گیرند. به‌علاوه تاکنون هفت رشته قنات، ۱۳۰ حلقهٔ چاه عمیق، و ۶۰ حلقه چاه نیمه عمیق، در خمینی شهر حفر شده‌اند.
در حال حاضر، از نظر بافت شهری این شهرستان به دو قسمت بافت کهنه و نو تقسیم می‌شود. بافت نوی این شهرستان پس از انقلاب اسلامی ایران آغاز و در حال گسترش است. شهرک اقماری منظریه نیز از نوع همین بافت است. بافت کهنه خمینی شهر از جنوب این شهر تا بافت نوی شهری ادامه دارد. در این بافت ساختمان‌های کهن و بعضی از ساختمان‌های جدید وجود دارند.

## بخش‌ها و محله‌ها
سه بخش با قدمت زیاد در این شهرستان وجود دارند شامل:
1. ورنوسفادران: شامل محله های (گارسله، زاغ آباد یا زوگا، باولگان، گاردر و کوشکباج)
2. فروشان: شامل محله‌های (ملاحیدرعلی، دیمیتریان، درب بالا مرده، جوادیه یا عمو فضلگاه، درب سید، قلعه آقا، لادره، محله نو، سرپل)
3. خوزان:شامل محله‌های (درب محکمه، فتح‌آباد، شمس‌آباد، جعفرآباد، کهندژ، کوبرز یا کو بذر یا سک الضرب، اسفریز یا اسفیریز)

سایر بخش‌ها:
1. آدریان
2. هرستان
3. قرطمان
4. وازیچه
5. دستگرد قداده
6. [درچه پیاز] (شهر شاهد نمونه کشور ایران)
7. تیرانچی
8. [[اصغرآباد
9. قلعه امیریه
10. جوی آباد
11. کوشک

از بخش‌های جدید می‌توان موارد زیر را نام برد:
1. شهرک منظریه
2. هفتصد دستگاه
3. قائمیه (کشتارگاه سابق)
4. پاسداران
5. کوی کارکنان دانشگاه صنعتی (باقرالعلوم)

از بخش‌های صنعتی و کارگاهی آن می‌توان موارد زیر را نام برد:
1. منطقه صنعتی دوشاخ
2. منطقه کوه کوچک
3. شهرک صنعتی برق، نساجی (حوله بافی) و مواد غذایی
4. کارگاه‌ها، سوله‌ها و شرکت‌های پراکنده در سطح شهر و اطراف شهر بخصوص واقع در درچه، دستگرد و اصغرآباد و …

## تاریخچه
این شهر که در گذشته به نام سه دژ یا سده می‌شناختند، در ادوار گذشته مهم‌ترین بخش بلوک ماربین محسوب می‌شد. بلوک ماربین شامل سدژ و بخشهای اطراف آن بوده است که عبارتند از: احمدآباد، احمدآباد وازیچه، آدریان، آزادان، اسفریز، آشنستان، آفاران، الیادران، اندوان (قنات معروفی دارد اما نسبت به قنات دیمیرتیان در فروشان سدژ در درجه دوم است. قنات دیمیرتیان از مهم‌ترین قنات‌های بلوک ماربین است که خیلی قدیمی و پرآب است و آب آن هم کم و زیاد نمی‌شود. چون این قنات در سرچشمه دارای نقب‌ها و حفره‌های عجیب است، اهالی می‌گویند که این قنات به امر طهمورث معروف به وسیله دیوها حفر شده)، بهارانچی، تیرانچی، جروکان، جعفرآباد، جوزدان، درباغ مهیار، درباغشاه، دستجرد مورچا، دهچی، دینان، رنان، زهران (زران و در اصل به طوری که می‌گویند رزان بوده)، عاشق آباد، کارلادان (بنای تاریخی منارجنبان اصفهان در این قریه واقع شده. ساختمان ایوان آن، که روی قبر عمو عبدالله سقلا از زهاد قرن هشتم هجری بنا شده، به سبک ساختمان‌های قرن هشتم است و تزیینات کاشیکاری نیز از آن دوره دارد. دو مناره طرفین ایوان از سطح پشت بام آن هفت متر و تا سطح زمین مجاور بقعه ۱۷ متر ارتفاع دارند. احتمالاً در دوره صفوی به بنای اصلی افزوده شده و آنچه درآن جالب توجه است، متحرک بودن مناره‌های آن است که در موقع حرکت دادن یکی از آن‌ها دیگری نیز حرکت می‌کند. سنگ قبر عمو عبدالله مورخ به سال ۷۱۶ هجری است)، کوجان، کوشک، هرستان (این دهکده نیز سابقه تاریخی دارد و به طوری که مافروخی نوشته است صدو هفتاد سال قبل از اسلام، آذر شاپوران پسر آذر مانان از دیه هرستان از طرف فیروز بن یزد گرد به اتمام باروی مدینه جی فرمان یافت)، کرتمان، تیرانچی، میان رشید، ولاشان، ککنان، نصرآباد (یکی از قرای زیبای ماربین و دارای باغ‌های میوه فراوان و مصفا می‌باشد. سر در خانقاه نصرآباد از بناهای تاریخی و مورخ به سال ۸۵۵ هجری در این قریه واقع است و جنب آن مقبره میرزا طاهر نصرآبادی تذکره نویس معروف عهد صفوی واقع شده)، گورتان (به معروف اصفهان از آن جا است)، کرم و کلیچه. سده در ابتدا شامل سه بخش به نام‌های فروشان (پریشان یا پروشان یا پرشون)، خوزان (خیزون) و ورنوسفادران (بن اسفون) بوده است. برخی نویسندگان معتقدند که در دوره ساسانیان سه دژ به نام‌های گاردژ، دیمیردژ و کهندژ در این شهر وجود داشته است که به همین دلیل این شهر را سده به معنای سه دژ نامیده‌اند. البته هنوز یکی از محله‌های خوزان به نام یکی از همین سه دژ، یعنی کهندژ نامیده می‌شود که در وصف آن چنین آمده است: در محله خوزان واقع در خمینی شهر، قلعه دفاعی مهمی به نام کهندژ وجود داشته که خرابه‌های آن در محله مزبور موجود است. و گمان می‌رود نام محله گاردر نیز از نام باستانی گاردژ گرفته شده باشد. نام یکی از محله‌های فروشان هم دیمیتریان است که گمان می‌رود ریشه آن دیمیردژ باشد.
هر یک از محله‌های تشکیل دهنده سَده، خود بعلت خاصی نام گرفته است. در کتاب نصف جهان فی تعریف اصفهان، نوشته محمد مهدی بن محمدرضا الاصفهانی، ذکر شده است که: فریشان معرف پریشان و پریشان خود مخفف پریوشان است که به نام زنی به اسم پریوش که در زمان ساسانی بنای این محل را نهاده، منسوب گشته است.
خوزان از واژه «خوز» و «ان» نشانه کثرت و جمع تشکیل شده است. خوز در سنگ نوشته‌های شاهنشاهان هخامنشی به صورت xuvata (uvaja)<nEK و به قوم عیلامیان و سرزمین آنها گفته می‌شد که در منطقه کوهستاهی بین‌النهرین تا فلات ایران گسترده شده است. شاید خوزان (خیزان) در اصل زرخیزان بوده چون محله سکه الزر از زر می‌آید و محله زرگران و مسگران است. همچنین خیزان شهری است در کشور ترکیه که در استان بتلیس واقع شده است. در متون تاریخی خوزان نام پهلوان ایرانی‌تبار است که خوزان اصفهان (خیزون) را بنانهاده و قومی از اقوام هندوایرانی در آنجا ساکن شدند.
دربارهٔ ریشه کلمه وَرنوسفادران نمی‌توان به‌سادگی گفت بُن اصفهان است. چون کلماتی که آخرشان آدران (آذران) هست در نام محلات بچشم می‌خورد از جمله آدریان، الیادران. اقوام آریایی به مناسبت توجه و علاقه به آتش، آتش‌های گوناگون داشتند از کوچک و بزرگ و آتشگاه بزرگ را در بالای مرتفعات و کوه‌ها می‌ساختند تا همیشه روشنایی آن از دور دیده شود. «آذر» یا «آذران» آتشکده‌های کوچکتری بودند. ریشه واژه آدریان هم آذریان بمعنی زرتشتیان است. پس ریشه ورنوسفادران، ورنوس+آذران بوده. بنابر روایتی قوم ورنوس از اقوام ترک در ایران است و از شجاع‌ترین سپاهان ملکشاه سلجوقی بودند، همچنین این قوم، نیروی مسلح ملکشاه را تشکیل می‌داده‌اند. پس از پیروزی‌های ملکشاه و آرام شدن اوضاع ایران، وی مجلس جشنی ترتیب داد و به علت شجاعت و شهامت آنها، زمین‌های گاردژ را به آنها اهداء کرد و محل اسکان آنها نیز ورنوس بهادران نامیده شده که به مرور زمان به ورنوسفادران تبدیل شده است. همچنین شهرهایی بنامهای باغبهادران و سروشبهادران (سروشفادران) در استان اصفهان وجود دارند که این نامگذاری را پذیرفتنی می‌کند.
در زمان فتح اصفهان توسط حمله افغان‌ها، اهالی این منطقه تا حد توان مقاومت نمودند، چنان‌که سرکیس گانهیچ نتز در کتاب «سقوط اصفهان» می‌نویسد، افغان‌ها نتوانستند دژهای خیزون (خوزان) و ورنوسفادران و فروشان را تصرف کنند، چون ساکنان این سه محل سخت مقاومت کردند. یک راه زیرزمینی دراز از کهندژ تا آتشگاه وجود داشته که گویا راه رساندن سربازان به بالای کوه برای جنگ با افغانها و دیگر یورشگران بوده است. کوی بزم نیز از دیگر محله‌های کهن خوزان می‌باشد، که نام این محل به وجود جشن سَده در این شهر هویت و واقعیت بیشتری می‌بخشد.
دکتر سیروس شفقی در کتاب خود بنام «جغرافیای اصفهان»، معتقد است که مقارن کوچ عده‌ای از ساکنان منطقه اصفهان در نیمه دوم هزاره چهارم، قبل از میلاد مسیح، آبادی‌های کوچکی در محل فعلی شهر اصفهان و سرتاسر زاینده رود وجود داشته که با آمدن عده‌ای از شمال به فلات مرکزی پرجمعیت آنها افزوده شد و محل‌های جدیدی به وجود آمده است، بر این اساس می‌توان قدمت اولین کانون‌های جمعیتی این خطه را به دوران قبل از اسلام مربوط دانست و در روایات دیگر نیز آمده: حمله اسکندر به سه دژ، گاردژ، کهندژ و دیمیردژ که در این منطقه واقع شده بودند باعث ویران شدن آنها به دست اسکندر مقدونی گردیده و این منطقه تا دوران پادشاهی ساسانیان (۲۲۴ میلادی) یعنی تا ۶ قرن بعد به صورت بیابانی بی آب و علف باقی ماند. تا آنجا که پیروز شاه ساسانی به سلطنت رسید و به سدژ آمد و بنا به خواسته او بار دیگر این محل آباد شد، وی دستور حفر قناتی داد که به نام خودش به قنات «پیروز شاهی» معروف گردید، و به دستور پیروز شاه، مردم متفرق شده گردهم آمدند و زمین‌ها بین مردم تقسیم شد.

## قدمت
بسیاری از رویدادهای تاریخی شهرستان خمینی شهر متأثر از وقایعی است که در اصفهان به وقوع پیوسته است. با این وجود قدمت تاریخی این منطقه به زمان ساسانیان می‌رسد، کهن دژ که بر سر راه اصفهان قرار دارد، گویا پایتخت ساسانیان بوده است. مردم این شهر به زبانی به نام ولاتی سخن می‌گویند که به زبان ساسانیان بسیار نزدیک است. در دوران اسلامی نیز این ناحیه از اهمیت زیادی برخوردار بوده و وجود مسجد جامع بزرگ در کوی خوزان، شهر بودن آن را در گذشته می‌رساند. چرا که مسجد جامع از ویژگی‌های شهری است و روستاها فاقد آن می‌باشند. در یورش محمود افغان به اصفهان، مردم سده دلیرانه پایداری کرده و شمار زیادی از لشکریان محمود را به اسارت گرفتند.
فاصلهٔ شهر (خمینی شهر) تا اصفهان به طول راه بستگی دارد اما در حالت عادی ۸ کیلومتر می‌باشد. شهرستان خمینی شهر در مغرب استان اصفهان قرار گرفته و از سوی شمال به شهرستان شاهین شهر و میمه، از جنوب به شهرستان فلاورجان، از مشرق به شهرستان اصفهان و از مغرب به شهرستان نجف آباد محدود می‌شود. این شهرستان یکی از خوش آب و هواترین و با صفاترین نواحی استان اصفهان است. خاک آن از رودخانه زاینده رود آبیاری می‌شود و تمامی نهرهایش پرآب است. علاوه بر آن کاریزهای مهمی نیز دارد که سبب گردیده است سه چهارم خاک این شهرستان باغ‌های بزرگ میوه و یک چهارم آن کشتزار باشد.
مادی «قمیش» از میان زمین‌های جنوبی شهرستان می‌گذرد و چون در محل جدا شدن از رودخانه با چشمه‌ها پیوند دارد، آب آن هرگز تمام نمی‌شود.
گونه‌های میوه و فرآورده‌های زمینی مانند گندم، جو، خیار، خربزه، حبوبات، تنباکو، در این شهرستان بعمل می‌آید و بعضی از انواع آن چون خربزهٔ بهارهٔ کوشک و انگور و گیلاس نصرآباد و گورتان شهرت دارد و نظیر آن در دیگر نقاط یافت نمی‌شود.
آب و هوای آن معتدل و خشک است. بیشترین درجهٔ حرارت در تابستان‌ها ۳۹ درجه بالای صفر و کمترین آن در زمستان‌ها ۸ درجه زیر صفر می‌باشد.

## کشاورزی
خمینی شهر (همایونشهر) در سال‌های نه چندان دور یکی از تولیدکنندگان اصلی گلابی در سطح استان و کشور بود. بیشترین کشاورزی این شهرستان در حاشیه زاینده رود واقع است (درچه پیاز) که پیاز و سیب زمینی و محصولات جالیزی تولید می‌کنند. باغ داران این شهر نیز علاوه بر شاه میوه، گلابی دوفصله و انواع دیگر گلابی (کبوتربچه، گونجانی، لاقه، لالا، قارا سوری، جوزقند، آردالانی، لپ سرخ)، محصولی منحصر به فرد و بومی به نام سیبری تولید می‌کنند. این میوه خوشمزه، آبدار، ترد و با طعم گلابی است که رایحه سیب را همراه دارد. گفتنی است این شهر تولیدکنندهٔ بهترین تنباکوی طلایی جهان می‌باشد که تماماً به کشورهای خارجی (کشورهای عربی مانند عراق) صادر می‌گردد. همچنین این شهر از بزرگ‌ترین تولیدکنندگان گل، انواع کاکتوس و محصولات گلخانه‌ای می‌باشد به‌طوری‌که بزرگ‌ترین مرکز گل شب بوی کشور در این منطقه قراردارد.

## سطح علمی و دانشگاهی
خمینی شهر از بزرگ‌ترین شهرستانهای استان اصفهان بوده و از نظر موقعیت علمی دانشگاهی و صنعتی قابل توجه می‌باشد. دانشگاه آزاد اسلامی واحد خمینی شهر و دانشگاه صنعتی اصفهان، دانشگاه پیام نور اصفهان، شهرک علمی و تحقیقاتی استان اصفهان و دانشگاه صنعتی و اولین پارک رشد علم و فناوری یونسکو در خاورمیانه و دانشگاه‌هایی مانند راغب اصفهانی، فیض الاسلام، پالایش، جهاد دانشگاهی، پیام نور و مرکز کانون زبان ایران نیز در این شهرستان وجود دارند.

## صنایع و مشاغل
از صنایع این شهر می‌توان سنگ بری، موزائیک سازی، خاتم کاری، قلمزنی، مسگری، تولیدی ظروف ملامین، نساجی، دباغی، حوله بافی و قالی بافی را نام برد که بیشتر کارخانه‌های سنگبری در شهرک صنعتی محمودآباد و شهرک صنعتی دوشاخ قرار دارند و از شهرتی جهانی برخوردار می‌باشد (پایتخت سنگ اصفهان).

## زبان
مردم خمینی شهر به زبان فارسی که در اصطلاح محلی به آن «ولاتی» یا سِدِهی گفته می‌شود سخن می‌گویند.
این گویش (ولاتی) که جزو گویش‌های مرکزی ایران است گویش اهالی تعدادی از محلات خمینی‌شهر از قبیل ورنوسفادران، اسفریز، باولگان، زاغ‌آباد، کوشکباج، گاردر و گارسله است که در حال حاضر بیشتر اهالی محله باولگان از این گویش در مکالمات روزمره استفاده می‌کنند. متأسفانه این گویش در حال فراموشی است ولی با این حال به همت اهالی ورنوسفادران اقداماتی از جمله برگزاری کلاس‌های آموزشی و گردهم آییها و شعر خوانی‌ها به زبان ولاتی این زبان همچنان زنده مانده است.
ان گوی
این گویش در نواحی اطراف اصفهان مانند ونداده، رودشت، کوهپایه، گرکویه، هرند، گز برخوار، خورزوق، وانشان، مشکنان، ورزنه، سیان، اژیه، قورتان، ینگ‌آباد و غیره نیز بکار می‌رود.
شاعرانی مثل درویش عباس از شهر گز یا رضا مداحی از شهر کوهپایه و بسیاری دیگر از شاعران بنام ولاتی‌سرا بودند. در محله ورنوسفادران خمینی‌شهر نیز بیش از ده تن از شعرا و ترانه‌سرایان به این زبان شهر گویش می‌کردند و ترانه سروده‌اند. از جمله استاد طلایی، استاد قیام، اصغر حاج حیدری (خاسته)، سعید بیابانکی، داود حاج حیدری، حسین حاجی هاشمی و غلامرضا مهدی‌پور.
شماری از زبان‌شناسان و مورخان ایرانی و غربی از جمله احسان یارشاطر، حبیب برجیان و اسکار مان (Oskar Mann) در زمینه پژوهش گویش سدهی کار کرده‌اند. کاربرد این گویش امروزه کمتر شده و رو به فراموشی است.

## بناهای تاریخی
از بناهای تاریخی خمینی شهر می‌توان از: کوه آتشگاه،
غار دستکند قهرمان به قدمتی به دوران عیلامی، در کوه لادُر،
خانه تاریخی زهتاب خوزان،
عصارخانه صفوی محله گارسله در بازار قدیم ورنوسفادران، ایوان گزیها جنب امامزاده سید محمد، مجموعه حمامهای اندوآن، مجموعه حمام‌های گاردر، مسجد زنجیری پنج شنبه بازار، مسجد گلوله، مسجد آخوند، مسجد ملا محسن، گورستان ورنوسفادران، مسجد لادره، مسجد ملاحیدر علی، مسجد گاردر، خانه مجیر، مسجد آقا علی اکبر، مسجد ابوالبرکات، مسجد امام حسن عسگری، مسجد جامع فروشان، امامزاده سید ابراهیم ورنوسفادران، حسینیه لادره، کلاس قرآن، حمام درب سید، حمام کوبرز، خانهٔ تاریخی سرتیپ سدهی، برج کبوتر خوزان و دستگرد قداده، برج کبوتر هویه، برج کبوتر تیرانچی، برج کبوتر وازیچه، مسجد جامع خوزان با قدمتی به دوران سلجوقی، عصارخانهٔ صفوی محله گارسله، آرامگاه ابن مردویه، خانه تاریخی خلیلی‌ها متعلق به استادعلی صفاری و همین‌طور خانه تاریخی معروف به نوروزی‌ها، متعلق به عباس قاسم که قدمت آن به یازده قرن قبل از خانه تاریخی خلیلی‌ها برمی‌گردد که که از آن می‌توان به عنوان قدیمی‌ترین خانه تاریخی واقع در پنج شنبه بازار را نام برد.

## طبیعت
جنوب خمینی شهر به کوه آتشگاه و رودخانه زاینده رود محدود می‌شود و شمال و شمال غربی شهرستان به کوه محدود می‌شود برخی مناطق طبیعی این شهر به شرح ذیل است:
- چشمه لادر
- چشمه بیژن
- چشمه چوجی
- چشمه عم بر
- چشمه منجر یا منظر
- چشمه هورموده
- چشمه حسن و حسین
- چشمه مروارید
- چشمه آخوند
- چشمه استوار
- چشمه لادوزخ
- چشمه لاوه یا لاوی
- راه مانده علی
- دره مویی
- منطقه کارخانه آسفالت
- منطقه حفاظت شده قامیشلو
- باغات سده و کوشک که در اثر بی آبی رو به خشک شدن است.
- پارک جنگلی
- بام سبز خمینی شهر
- رشته کوه صلا
- خوشاب

آب و هوا
میانگین بارش خمینی شهر در یک سال زراعی ۱۴۰ میلیمتر است اقلیم شهرستان نیمه خشک و نیمه بیابانی است بیشینه دما در روزهای گرم تابستان به ۴۰ درجه سلسیوس می‌رسد و کمینه دما در روزهای سرد زمستان به‌طور میانگین به ۵ درجه سانتیگراد زیر صفر می‌رسد